# Marie d'Agoult
Marie Catherine Sophie de Flavigny (Frankfurt am Main, 31 de dezembro de 1805 — Paris, 5 de março de 1876), vicondessa de Flavigny, foi uma escritora francesa conhecida também pelo seu nome de casada, Maria, Condessa de Agoult, e por seu pseudônimo literário, Daniel Stern.
Nascida em Frankfurt-am-Main, Alemanha, seu pai Alexander Victor François de Flavigny (1770-1819), era um footloose emigrante da aristrocracia francesa, e sua mãe, Maria-Elisabeth Bethmann (1772-1847), era filha de uma família judia-alemã que se convertera ao catolicismo.
De 1835 a 1839 ela viveu com o pianista e compositor Franz Liszt, cinco anos mais novo, que era então uma estrela em ascensão.
Marie faleceu em Paris e foi sepultada na Division 54 do cemitério do Père-Lachaise.